# Зоран Д. Живковић
Зоран Д. Живковић (3. мај 1966, Мрачај, код Грахова) српски је песник и афористичар.

## Биографија
Зоран Д. Живковић је рођен у Мрачају (Грахово). Као четворогодишњи дечак прелази са породицом у Книн, где завршава основну и средњу школу. Са непуних 16 година почиње да пише поезију. У Београд долази 1994. године, где уписује Теолошки факултет. Данас живи и ради у Београду. Председник је секције за духовно стваралаштво Друштва књижевника Београда.

## Књижевно дело
2003. године први пут у штампаном издању објављује збирку песама Небо је увек изнад. Збирку Песме о изгубљеном мору објављује 2004. године. Збирку хаику поезије, под називом Хаику цвет, објавио је са Татјаном Стефановић 2006. године. Објављивао је у бројним књижевним часописима: Јесењин, Сцена Црњански, Књижевне новине, Мисао. Заступљен је у антологијама поезије Љубавни рецепат (2010), Зборник савремене љубавне поезије (2014).